# 2008 WY93
2008 WY93 (inne oznaczenie K08W93Y) – planetoida z głównego pasa asteroid, odkryta jesienią 2008 roku przez uczniów: Błaszkiewicz, Orłowska, Orłowska i Orszt w ramach programu przygotowanego przez amerykańską Narodową Agencję Aeronautyki i Przestrzeni Kosmicznej oraz Instytut Badań Astronomicznych (ARI).
Udział uczniów w kampanii polega na przeglądaniu zdjęć przysłanych przez Astronomical Research Institute, wyszukiwaniu obiektów, które mogą być planetoidami poprzez analizę tych zdjęć i ich obróbkę przy pomocy specjalnego oprogramowania, a następnie raportowaniu swoich propozycji do ARI, gdzie spostrzeżenia te są ponownie analizowane. Później ewentualne odkrycia zostają potwierdzane. W tegorocznej kampanii odkryto 29 obiektów, z czego 7 odkryli uczniowie z Polski. Zbadano również orbity ponad 300 innych planetoid.